# ヤング・ゼネレーション
『ヤング・ゼネレーション』（Breaking Away）は、ピーター・イェーツ監督による1979年のアメリカ映画である。

## ストーリー
インディアナ州、ブルーミントンの町。
デイブは、ハイスクールの課程を終えたばかりだが大学に進む気はあまりない。彼の父親は、昔はストーン・カッター（石切工）であったが今は中古車の販売業を営んでいる。デイブの趣味は自転車レースで愛用の自転車を乗り回していた。彼はイタリアのレーシング・チャンピオンに憧れ、その影響でイタリアかぶれになっており、ことあるごとに怪しげなイタリア語を口にし、イタリアのクラシック音楽ばかり聞いていた。
彼の仲間マイク、シリル、ムーチャーの3人の父親たちも、デイブの父親と同業のストーン・カッターあがりだった。4人組のリーダー格はマイクだったが、彼らは大学に進まない故に、カッターと呼ばれ、大学生たちからは疎外されていた。彼らは、昔石切場だった岩肌をたまり場としており、自然にできたプールで泳いだり話したりしていた。
しかし、この縄張りを荒しに来る者がいた。ロッドという大学生と彼の仲間の学生たちだ。デイブは、この中のキャサリンという学生をふとしたことから知り、恋心をいだくようになった。ある夜ギターを弾けるシリルを伴ってキャサリンら女学生たちが寄宿している家の窓下で、イタリー語でセレナードを歌ったデイブはキャサリンに強い印象を与えることに成功する。
大学生たちが集まる食堂で、ある日キャサリンと席を共にすることになったデイブは、彼女に自分はイタリアで生まれた生粋のイタリア人であると嘘をついた。一方、ムーチャーは交際中のガールフレンド、ナンシーと結婚する決意をしていた。
やがて、デイブは父の反対を押し切ってレースに参加するが、あと一歩で優勝というところでイタリアのチャンピオンの1人に妨害されチェーンを切られたため転落しレースから脱落する。
レースにすべてを賭けていたデイブは、イタリアかぶれだった自分に愛想がつき、それまでのイタリア中心の生活を一変することにした。そして、キャサリンにも自分がイタリア人でないことを告げた。しかし、彼女は彼が嘘をついていたことを怒って波に平手打ちをくわせて立ち去った。悲観したデイブに一番同情し慰めたのは、日ごろ厳しかった父だった。
そして、ブルーミントンで毎年開催されているリトル500バイシクル・レースと呼ばれる競輪が行なわれる日がきた。デイブも、マイクら3人とともに「カッターズ」というチーム名で参加する。多くのチームが参加する中、優勢だったカッターズがデイブの負傷で一時は絶望かと思われるが、再び奮起したデイブが終幕、大学チームのロッドを追い抜き、見事優勝。大観衆の前で“カッターズ”の4人はトロフィーをかかげる。

## キャスト
| 役名         | 俳優                         | 日本語吹替                                                                                | 日本語吹替 |
| 役名         | 俳優                         | 日本テレビ版                                                                              |            |
| ------------ | ---------------------------- | ----------------------------------------------------------------------------------------- | ---------- |
| デイヴ       | デニス・クリストファー       | 池田秀一                                                                                  |            |
| シリル       | ダニエル・スターン           | 玄田哲章                                                                                  |            |
| マイク       | デニス・クエイド             | 鈴置洋孝                                                                                  |            |
| ムーチャー   | ジャッキー・アール・ヘイリー | 中尾隆聖                                                                                  |            |
| デイヴのパパ | ポール・ドゥーリイ           | 大塚周夫                                                                                  |            |
| デイヴのママ | バーバラ・バリー             | 中西妙子                                                                                  |            |
| キャサリン   | ロビン・ダグラス             | 高島雅羅                                                                                  |            |
| ロッド       | ハート・ボックナー           | 田中秀幸                                                                                  |            |
| ナンシー     | エイミー・ライト             | 潘恵子                                                                                    |            |
| マイクの兄   | ジョン・アシュトン           | 池田勝                                                                                    |            |
| スージー     | P・J・ソールズ               |                                                                                           |            |
| その他       |                              | 藤夏子 色川京子 塩沢兼人 喜多川拓郎 小島敏彦 石井敏郎 村松康雄 上田敏也 榊原良子 羽村京子 |            |
|              |                              |                                                                                           |            |
| 演出         |                              | 田島荘三                                                                                  |            |
| 翻訳         |                              | 古田由紀子                                                                                |            |
| 調整         |                              | 近藤勝之                                                                                  |            |
| 効果         |                              | 新音響                                                                                    |            |
| 制作         |                              | コスモプロモーション                                                                      |            |

- 日本テレビ版：初回放送1984年7月4日『水曜ロードショー』 ※DVD収録

## 評価
アメリカン・フィルム・インスティチュートが選んだ『感動の映画ベスト100』では8位となった。

### 受賞とノミネート
| 賞                           | 部門                                | 対象                       | 結果       |
| ---------------------------- | ----------------------------------- | -------------------------- | ---------- |
| アカデミー賞                 | 作品賞                              | ピーター・イェーツ（製作） | ノミネート |
| アカデミー賞                 | 助演女優賞                          | バーバラ・バリー           | ノミネート |
| アカデミー賞                 | 監督賞                              | ピーター・イェーツ         | ノミネート |
| アカデミー賞                 | 脚本賞                              | スティーヴ・テシック       | 受賞       |
| アカデミー賞                 | 音楽賞                              | パトリック・ウィリアムズ   | ノミネート |
| ゴールデングローブ賞         | 作品賞 (ミュージカル・コメディ部門) | 『ヤング・ゼネレーション』 | 受賞       |
| 英国アカデミー賞             | 新人賞                              | デニス・クリストファー     | 受賞       |
| 全米映画批評家協会賞         | 作品賞                              |                            | 受賞       |
| 全米映画批評家協会賞         | 脚本賞                              | スティーヴ・テシック       | 受賞       |
| ニューヨーク映画批評家協会賞 | 脚本賞                              | スティーヴ・テシック       | 受賞       |

## リメイク
1992年にボリウッドで『Jo Jeeta Wohi Sikandar』としてリメイクされた。